# BB Cream

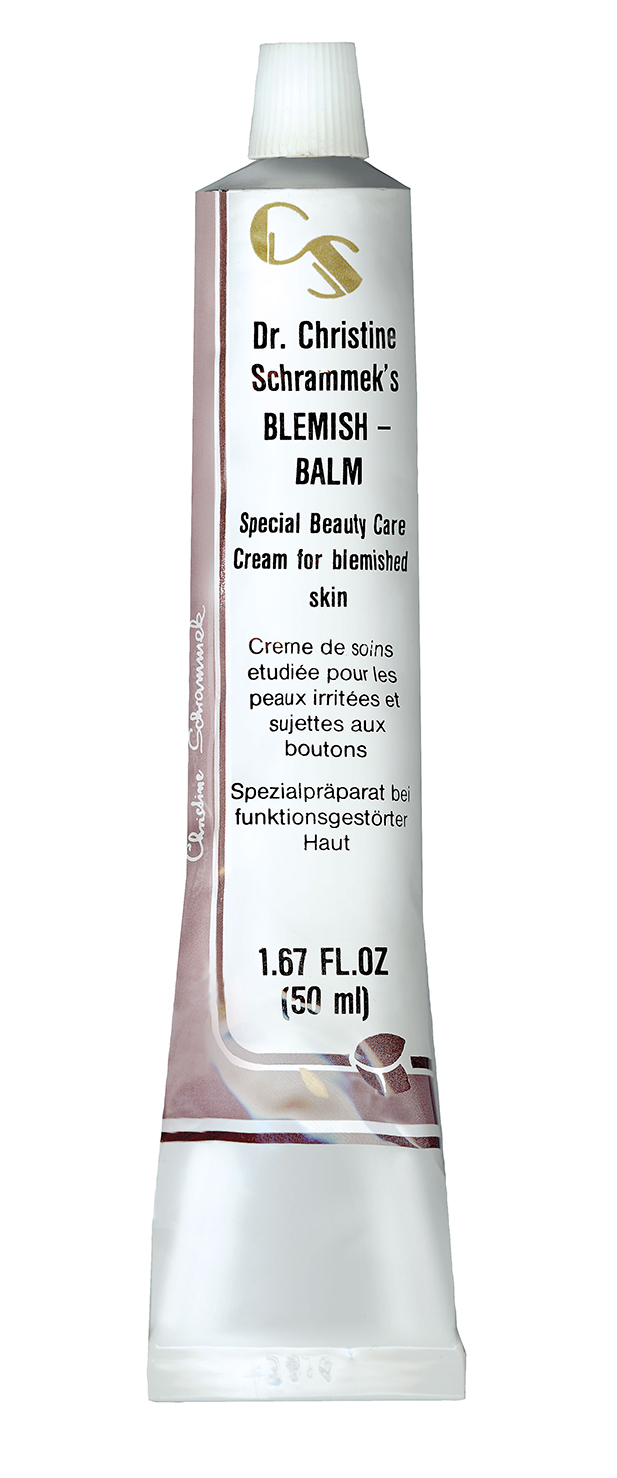
Imagem de um tubo de BB Cream, semelhante ao de uma pomada, destacando sua embalagem prática e fácil de usar.

BB cream é um acrônimo de beauty balm, blemish balm ou blemish base, respectivamente, em tradução livre, bálsamo de beleza, bálsamo para imperfeições e base para imperfeições. É um cosmético vendido principalmente no leste e sul da Ásia, embora grandes marcas estejam  introduzindo cada vez mais BB creams em mercados ocidentais.
O bálsamo de beleza é conhecido por suas características "tudo em um", substituindo sérum, hidratante, primer, base e filtro solar.